# Mitróweczka błotna

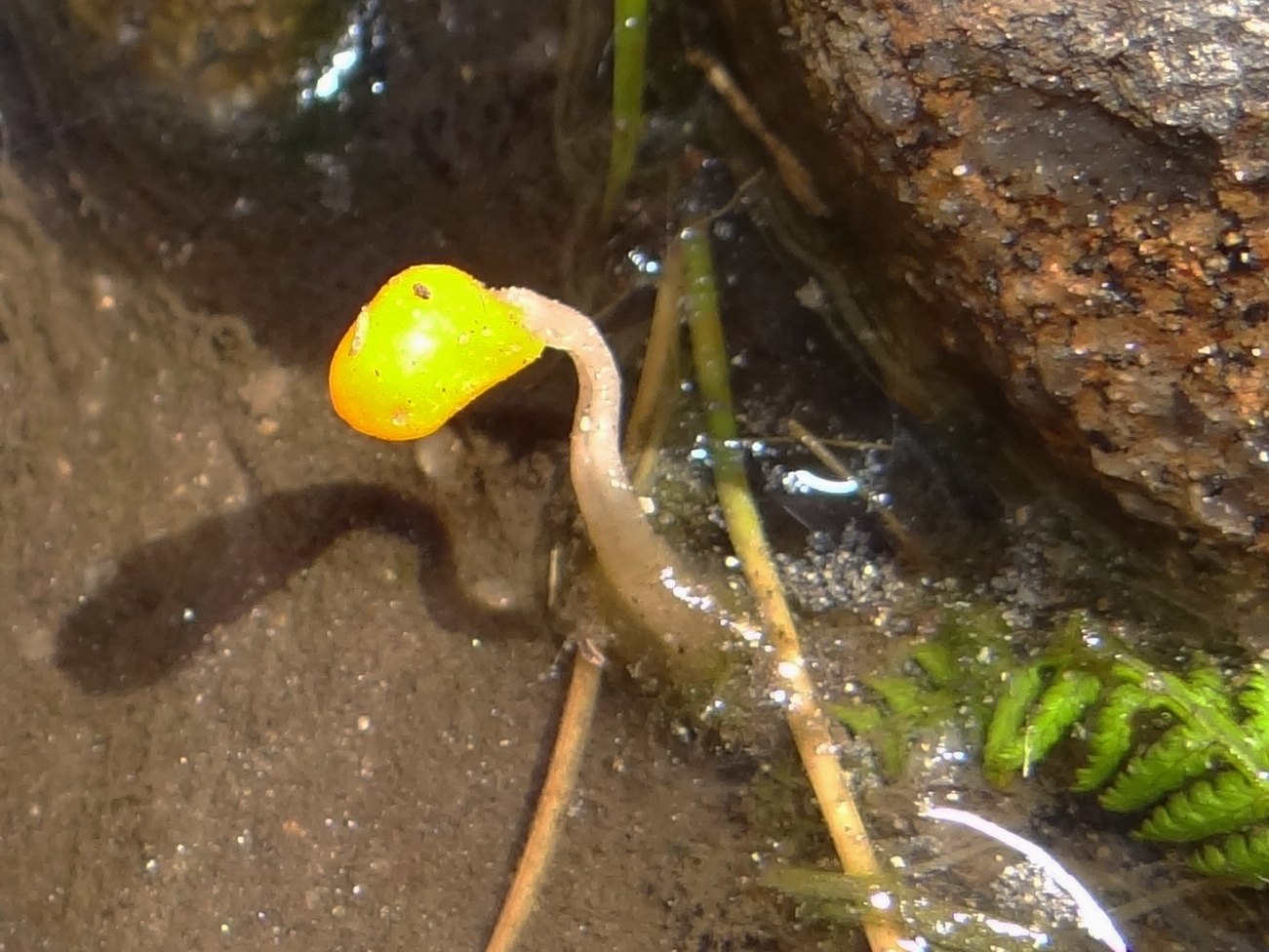

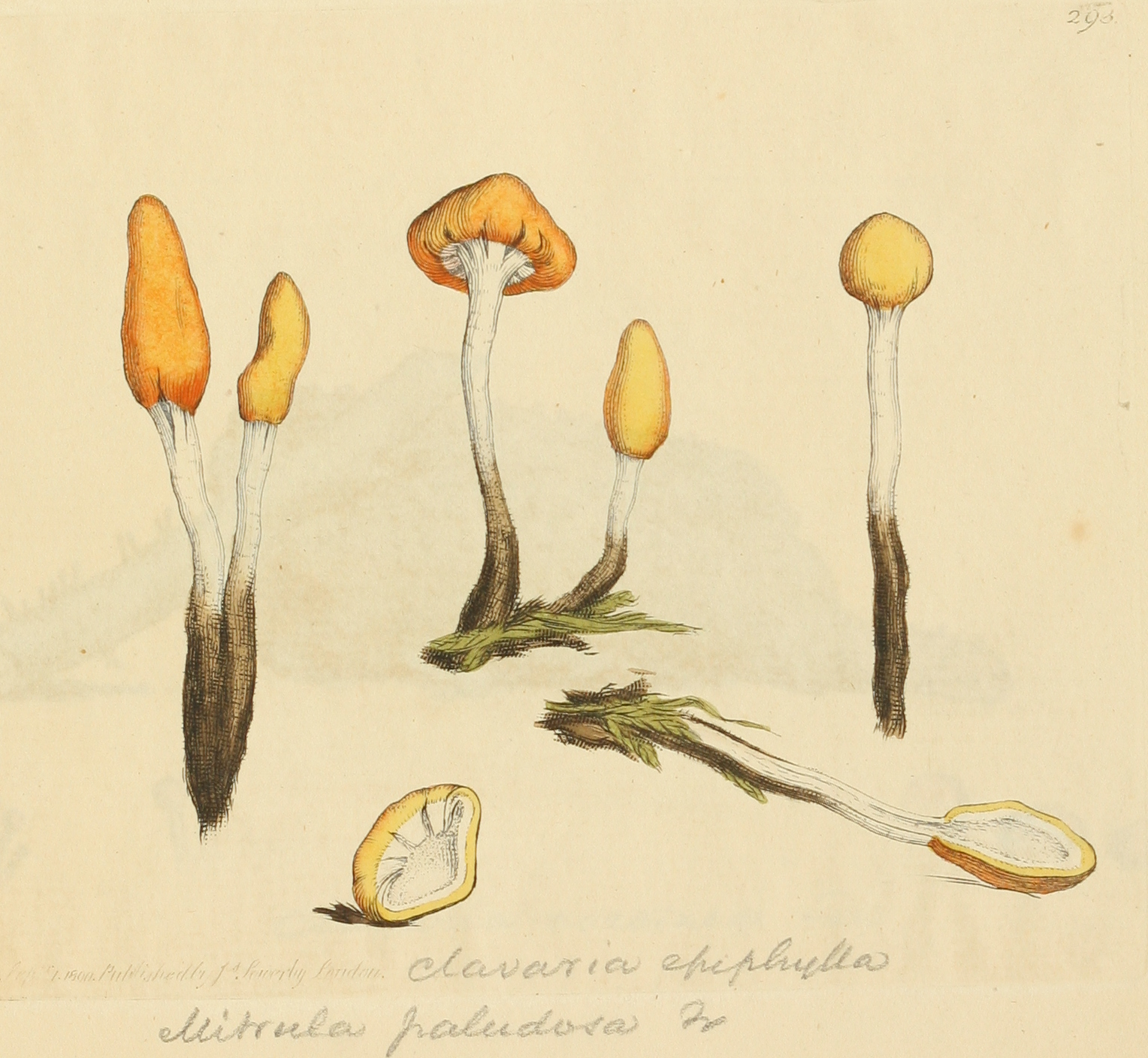
Morfologia

Mitróweczka błotna (Mitrula paludosa Fr.) – gatunek grzybów z rzędu tocznikowców (Helotiales).

## Systematyka i nazewnictwo
Pozycja w klasyfikacji według Index Fungorum: Mitrula, Incertae sedis, Helotiales, Leotiomycetidae, Leotiomycetes, Pezizomycotina, Ascomycota, Fungi.
Niektóre synonimy naukowe:

- Clavaria epiphylla Dicks. 1793
- Clavaria phalloides Bull. 1789
- Leotia dicksonii Pers. 1801
- Leotia epiphylla (Dicks.) Hook. 1821
- Leotia uliginosa Grev.
- Mitrula phalloides (Bull.) Chevall. 1826
- Mitrula phalloides (Bull.) Chevall. 1826, var. phalloides
- Mitrula uliginosa (Grev.) Grev. 1825

Łacińska nazwa rodzajowa pochodzi od słowa mitr (mitra), oznaczającego rodzaj nakrycia głowy, który przypomina swoim kształtem główka mitróweczki, nazwa gatunkowa od słowa palustris (błoto), odnoszącego się do siedliska, w którym występuje ten gatunek. Nazwa polska jest tłumaczeniem nazwy naukowej.

## Morfologia
Owocnik
Ma wysokość 1–5 cm, składa się z główki i trzonu. Główka jajowata lub językowata, w środku pusta. Ma długość około 1 cm, powierzchnię gładką, błyszczącą o barwie od żółtej do pomarańczowej. Trzon osiąga wysokość do 4 cm, grubość 2–3 mm, jest walcowaty, bez przewężeń, biały. Owocnik bez wyraźnego zapachu i smaku.
Zarodniki
Askospory wydłużone, gładkie, hialinowe, o wymiarach 10-15 × 2,5-3 µm. Zakończenia worków delikatnie niebieszczeją pod wpływem odczynnika Melzera. Wstawki nitkowate, rozgałęzione, segmentowane. W jednym worku powstaje po 8 askospor.

## Występowanie i siedlisko
Mitróweczka błotna jest szeroko rozprzestrzeniona w Ameryce Północnej i Europie, występuje też w Japonii. W Polsce gatunek rzadki. Znajduje się na Czerwonej liście roślin i grzybów Polski. Ma status V – gatunek zagrożony wymarciem.
Saprotrof. Rośnie na opadłych liściach, igliwiu, gałązkach, gnijących mchach i glonach. Owocniki mitróweczki wyrastają wiosną i latem w mokrych siedliskach; na bagnach, w rowach, płytkich rozlewiskach.

## Gatunki podobne
Najbardziej podobna jest łopatnica żółtawa (Spathularia flavida). Jest większa, odróżnia się także jaśniejszą barwą bez pomarańczowych odcieni i nie występuje na tak podmokłych siedliskach.